# 헨리크 람사위
칼 헨리크 볼테르 람사위(핀란드어: Carl Henrik Wolter Ramsay: 1886년 3월 31일 – 1951년 7월 25일) 은 핀란드의 정치인이다.
핀란드로 이주해온 스코틀랜드 귀족의 후예로 "경(Sir)" 칭호를 가진 희귀한 핀란드인 중 한명이었으나 람사위 본인은 그 칭호를 쓰지 않았다. 1909년에 헬싱키 대학교에서 화학 박사 학위를 취득하고 러시아 제국에서 설탕 관련 연구를 한 뒤, 헬싱키의 설탕 정제 공장의 공장장이 되었다.
핀란드가 독립했을 당시 람사위는 핀란드 증기선 회사의 대표이사로 재직하고 있었다. 유카 랑겔 내각에서 공공사업장관, 에드빈 링코미에스 내각에서 외무장관을 지냈다. 계속전쟁 와중이었던 링코미에스 내각에서 외무장관을 지냈기에 전범재판에 기소되어 징역 2년형을 선고받았다. 그러나 다른 핀란드인 전범들과 마찬가지로 가석방 이후 사면복권되었다.